# Колосовка (Измалковский район)
Колосовка — деревня в Измалковском районе Липецкой области.
Входит в состав Лебяженского сельсовета.

## География
Деревня Колосовка находится на левом берегу реки Полевые Локотцы. Севернее расположена деревня Уварово-Гулидовка, южнее — деревня Поныровка.
Через деревню проходит просёлочная дорога.

## Население
| 2010 |
| ---- |
| 12   |